# Ли Цзяньчэн
Ли Цзяньчэн или Ли Цзянь-чэн (кит. 李建成, 589 — 2 июля 626) — старший сын китайского императора Ли Юаня (Гао-цзу) из династии Тан, наследник престола (тайцзы) империи Тан с июня 618 года, до этого носил титулы Лунси-гун (с августа 617 года) и Танго-шицзы (с января 618 года). Активный участник Тайюаньского восстания, приведшего к смене династии Суй династией Тан. Убит в стычке со своим младшим братом Ли Шиминем. Посмертное имя — Инь-тайцзы.

## Происхождение
Ли Цзяньчэн был сыном Тан-гуна Ли Юаня (Ли Шу-дэ, 566—635), происходившего из могущественного аристократического рода Ли из Лунси (провинция Ганьсу). Согласно династическим историям, предком Ли Юаня в седьмом колене был Учжао-ван Ли Гао, основавший в 400 году царство Западная Лян (400—421), а прадедом — Ли Ху, который за свои заслуги перед династией Северная Чжоу был включён в число «восьми опор государства» (бачжуго) и в 558 году получил наследственный титул Тан-гун. При династии Суй отец Ли Цзяньчэна занимал несколько придворных должностей, будучи племянником императрицы Вэньсянь-хуанхоу, жены императора Вэнь-ди. Мать Ли Цзяньчэна, госпожа Доу, была дочерью суйского аристократа тюркского происхождения Шэньу-гуна Доу И. В семье Ли Юаня и Доу, помимо Ли Цзяньчэна, родилось ещё трое сыновей (Ли Шиминь, Ли Сюаньба и Ли Юаньцзи) и дочь по имени Пинъян.

## Участие в Тайюаньском восстании
Когда в начале 617 года отец Ли Цзяньчэна Ли Юань был назначен наместником (люшоу) Тайюаня (провинция Шаньси), он уже вынашивал планы свержения династии Суй и захвата престола, поэтому оставил Ли Цзяньчэна в Хэдуне, велев ему «тайно вербовать хэдунских удальцов». Ли Шиминя Ли Юань взял с собой, поручив ему такую же миссию, но в Цзиньяне. Согласно хронике Вэнь Да-я, оба брата «все средства раздавали, помогая бедным и простым людям; милостиво раздаривая пищу и шелка, заполучали сторонников […] Со всеми обходились учтиво, никогда не теряли терпения, а потому обрели сочувствие служилого сословия и народа, и не бывало, чтобы к кому-то не нашли подхода». В середине 617 года в Тайюане Ли Юань объявил о создании повстанческого «Справедливого воинства» (И бин) и из близ лежащих областей его не поддержала только Сихэ (на правом берегу реки Фэньшуй). 29 июля Ли Юань направил войско во главе с Ли Цзяньчэном и Ли Шиминем на покорение Сихэ. Вместе с ними он послал в качестве военного советника Вэнь Да-ю, заявив, что его сыновья ещё слишком молоды и нуждаются в мудрых советах. Поход продолжался 9 дней и закончился полной победой войск Ли Цзяньчэна и Ли Шиминя. 7 августа Ли Юань создал ставку главнокомандующего и разделил «Справедливое воинство» на три армии: правую, центральную и левую. Во главе командования левой армией был поставлен Ли Цзяньчэн, которому был присвоен титул Лунси-гун.
27 августа 617 года «Справедливое воинство» было приведено к присяге и Ли Юань, Ли Цзяньчэн и Ли Шиминь во главе 30-тысячной армии выступили на юго-запад в направлении Дасина (будущий Чанъань), западной столицы Суйской империи. На подступах к крепости Цзяхубао им преградила путь 20-тысячная армия суйского генерала Сун Лао-шэна, ставка которого располагалась в городе Хои (ныне Хочжоу). Кроме того, продвижение армии затруднялось начавшимися проливными дождями. В конце сентября Ли Юань начал штурм Хои. Оставив отряды лёгкой конницы во главе с Ли Цзяньчэном и Ли Шиминем в засаде, Ли Юань с небольшими силами хитростью выманил войска Сун Лао-шэна за крепостные стены, после чего Ли Цзяньчэн и Ли Шиминь внезапно выступили из укрытия и разбили войска защитников Хои. После этой победы «Справедливое воинство» продолжило наступление на Дасин. Достигнув правого берега реки Хуанхэ, Ли Юань 8 октября приказал Ли Цзяньчэну во главе своей армии перейти реку Вэйшуй и по южному берегу продвигаться к Дасину (параллельно с Ли Цзяньчэном по северному берегу реки двинулась армия под командованием Ли Шиминя). Вскоре войска Ли Цзяньчэна и находившегося под его началом Лю Вэнь-цзина заняли несколько важнейших стратегических пунктов региона Гуаньчжун, где к «Справедливому воинству» присоединились многочисленные новые силы, в частности, 10-тысячная армия воительницы Пинъян, сестры Ли Цзяньчэна, и войска других родственников и сторонников Ли Юаня. 
27 декабря западная столица империи Суй была взята после 36-дневной осады, император Ян-ди низложен, а спустя месяц Ли Юань провозгласил новым императором малолетнего Ян Ю, внука или племянника Ян-ди. От имени нового императора Ли Юань получил титул князя Тан (Тан-ван) и должность Великого канцлера (Да чэнсян), а Ли Цзяньчэн был провозглашён наследником удела Тан (Танго шицзы). 18 июня 618 года Ли Юань сам взошёл на престол, провозгласив воцарение новой династии Тан со столицей в Чанъани. Вслед за этим Ли Цзяньчэн получил титул наследником престола (тайцзы), Ли Шиминю был пожаловал титул князя Цинь (Цинь-ван), а Ли Юаньцзи — титул князя Ци (Ци-ван). Тем самым Ли Юань стремился соблюсти традицию, хотя и понимал, что более одарённый Ли Шиминь больше подходит на роль наследника. Позже Ли Юань стал склоняться к тому, чтобы сделать своим преемником Ли Шиминя и говорил об этом вслух, что сильно обострило вражду между Ли Цзяньчэном и младшим братом (кроме того, в июле 618 года Ли Юань назначил Ли Шиминя главой Кабинета министров (Шаншу лин), а Ли Цзяньчэн никакой административной должности при дворе не получил).

## Соперничество с Ли Шиминем и гибель
Во время восстания против династии Суй военные заслуги Ли Цзяньчэна и Ли Шиминя были примерно одинаковыми, но с 618 года ставший наследником престола (тайцзы) Ли Цзяньчэн не принимал активного участия в войнах династии Тан за объединение Китая, на поприще чего немало преуспел Цинь-ван Ли Шиминь. Успехи младшего брата вызывали у Ли Цзяньчэна болезненную ревность. Вообще, официальные источники характеризовали тайцзы весьма негативно. В частности, Сыма Гуан писал, что Ли Цзяньчэн «отличался распущенностью нрава, предавался пьянству и сладострастию, [без меры был увлечён] охотой». Для улучшения мнения о наследнике в глазах императора советники Ли Цзяньчэна Вэй Чжэн и Ван Гуй убедили его лично возглавить армию, подготовленную для окончательного разгрома мятежного генерала Лю Хэйта в провинции Шаньдун. «Подвигам Цинь-вана нет равных в Поднебесной. — говорили они, — И в Китае, и за пределами все уповают на него. А Вы, Ваше Высочество, хотя и являетесь наследником престола многие годы, не добились больших заслуг в завоевании земель Поднебесной. Ныне остатки разбитой [армии] Лю Хэйта не превышают десяти тысяч, припасы на исходе и победить его силами большой армии — всё равно что выдернуть сухое [деревцо]». Послушав советников, Ли Цзяньчэн упросил отца доверить ему это дело. К началу 623 года Ли Цзяньчэн завершил разгром войск Лю Хэйта в провинциях Хэбэй и Шаньдунь. Вернувшись в столицу, он начал плести интриги против Ли Шиминя, которого вполне обоснованно считал соперником за место наследника престола. В это же время он сблизился с другим своим младшим братом, Ци-ваном  Ли Юаньцзи, который стал открыто поддерживать его против Ли Шиминя. Стремясь ослабить позиции Цинь-вана, Ли Цзяньчэн при поддержке Ли Юаньцзи добился перевода ряда приближённых Ли Шиминя в провинцию и начал увеличивать собственные войска (в 624 году личная гвардия тайцзы в Восточном дворце Чанъани была увеличена на 2 тысячи солдат). Наиболее влиятельные сановники императора Ли Юаня, а также его фаворитки Чжан-фужэнь и Инь-дэ продолжали поддерживать Ли Цзяньчэна в качестве наследника престола.
Летом 624 года Ли Цзяньчэн привлёк к заговору против брата губернатора Цинчжоу (ныне Цинъян в провинции Ганьсу) Ян Вэньганя, своего бывшего гвардейца и приближённого, мечтавшего о должности чэнсяна. В это время император вместе с другими сыновьями отбыл на охоту в Фанчжоу севернее Чанъани и оставил Ли Цзяньчэна в столице в качестве наместника. Ян Вэньгань поднял мятеж и во главе своих войск двинулся на Чанъань. Ли Юань отправил на подавление мятежа армию во главе с Ли Шиминем, который быстро разбил войска Ян Вэньганя и подавил мятеж. Перед отправкой армии император пообещал, что после победы над мятежниками Ли Шиминь займёт место наследника престола. Несмотря на то, что многие угадывали за действиями мятежников руку Ли Цзяньчэна, для него это не имело серьёзных последствий. К тому же, пока Ли Шиминь отсутствовал в столице Ли Цзяньчэн и Ли Юаньцзи сумели убедить отца отказаться от идеи смены наследника престола, а чтобы он не передумал начали всячески порочить Ли Шиминя, действуя через наложниц императора, содействие которых они приобретали дорогими подарками. В результате Ли Юань со временем охладел к Ли Шиминю. Тем не менее, живой Ли Шиминь всё ещё представлял потенциальную опасность для Ли Цзяньчэна.
В 7-м месяце 624 года во время императорской охоты Ли Цзяньчэн подсунул Ли Шиминю особо норовистую хускую лошадь. «Этот конь очень резвый, — сказал Ли Цзяньчэн, — может перепрыгивать реки в несколько чжан. [Ты], брат, любишь скакать верхом — испытай его!» Трижды Цинь-ван садился на коня и трижды тот выбрасывал его из седла. Раздосадованный Ли Шиминь воскликнул, что брат таким способом хотел убить его, но ведь «жизнь и смерть даруются Небом, не говоря уже о каких то увечьях!». Усилиями Ли Цзяньчэна эти слова были переданы императору в несколько изменённом виде. Одна из наложниц сообщила Ли Юаню: «Цинь-ван говорит, что не боится случайной гибели, поскольку он храним Небом, избравшим его в правители Поднебесной». В таком виде фраза обличала Ли Шиминя в совершении сразу двух преступлений с точки зрения конфуцианской морали — измены и сыновней непочтительности. Разгневанный император вызвал к себе вначале Ли Цзяньчэна с Ли Юаньцзи, а затем Ли Шиминя. Последний на коленях поклялся, что не произносил подобных слов и потребовал провести расследование, до конца которого он готов пробыть в заключении. Ли Юань, который в то же самое время получил вести о новом нападении тюркютов на границы империи, решил не придавать этому инциденту большого значения и отправил Ли Шиминя отражать вторжение варваров.
Длившееся в течение четырёх лет соперничество братьев за место престолонаследника привело к вооружённому столкновению 2 июля 626 года. Согласно Сыма Гуану, за несколько дней до этого Ли Цзяньчэн пригласил Ли Шиминя на обед и угостил вином, после которого у того начались рези в животе и кровавая рвота. Несмотря на очевидность попытки отравления, Ли Юань не стал разбираться в ситуации, а предложил Ли Шиминю переехать в Лоян, подальше от козней его братьев. Ли Шиминь попытался отказаться от фактической ссылки в Лоян, но Ли Юань настоял на своём. Поскольку братьям не был выгоден переезд Ли Шиминя в Лоян, где у него будет собственное войско и некоторая самостоятельность, они донесли до отца, что приближённые Ли Шиминя радуются его предстоящему отъезду в Лоян, а сам он активно вербует сторонников, заявляя о скорой смене императора. «Если Цинь-ван нынче отправится в Лоян, — говорили они отцу, — то приобретёт и земли, и войска, а это непременно в будущем приведёт к беде». В результате Ли Юань отказался от перевода Ли Шиминя в Лоян. Через несколько дней после этого пришло известие о новом вторжении тюркютов и Ли Цзяньчэн добился от отца, чтобы во главе армии, собираемой для отражения врага, был поставлен Ли Юаньцзи. Для участия в кампании братья решили привлечь видных полководцев из окружения Ли Шиминя, чтобы ослабить организация его войск.
Узнав об этом, Ли Шиминь собрал совещание своих самых доверенных советников, в ходе которого был разработан план устранения Ли Цзяньчэна и Ли Юаньцзи. После этого Ли Шиминь обратился к отцу с жалобой на происки братьев, собирающихся убить его, Ли Шиминя, а помимо этого сообщил, что они состоят в незаконных связях с дамами внутреннего дворца императора. Ли Шиминь просил принять наконец меры для обуздания братьев, Ли Юань пообещал провести расследование и вызвал вех троих сыновей к себе для разъяснений на следующее утро. Зная, что Ли Цзяньчэн и Ли Юаньцзи будут въезжать в императорский дворец Тайцзи через северные ворота Сюаньумэнь, Ли Шиминь утром 2 июля устроил там засаду, подкупив заранее стражу ворот. Несмотря на то, что Ли Цзяньчэн был предупреждён фрейлиной Чжан о планах Ли Шиминя, он после некоторых колебаний утром всё же направился вместе с Ли Юаньцзи к Сюаньумэнь. Около дворца Линьхудянь, не доезжая ворот Сюаньумэнь, братья заподозрили неладное и повернули обратно. Ли Шиминь с группой своих сторонников погнался за братьями. Ли Юаньцзи начал стрелять в него из лука, но трижды промахнулся. Первым же выстрелом Ли Шиминь смертельно ранил Ли Цзяньчэна, потом был убит и Ли Юаньцзи. Убитым братьям отрубили головы и показали их сторонникам, которые в ужасе разбежались. Позднее по приказу Ли Шиминя были убиты все пять сыновей Ли Цзяньчэна и все пять сыновей Ли Юаньцзи. Когда о случившемся доложили императору Ли Юаню, он принял это как свершившийся факт. Ли Шиминь был назначен наследником престола, а через два месяца отстранил отца от власти и сам занял императорский трон. Стремясь завоевать лояльность сторонников убитых принцев, Ли Шиминь приказал перезахоронить их с почестями и лично оплакал братьев в день похорон. Ли Цзяньчэну он присвоил посмертное имя Инь («Тайнознаменательный»), таким образом, его посмертным титулом стал Инь-тайцзы.